# Lützelburg (Gablingen)
Lützelburg  ist ein Pfarrdorf und Ortsteil der Gemeinde Gablingen im schwäbischen Landkreis Augsburg in Bayern (Deutschland). Zur Gemarkung gehört auch das Dorf Muttershofen.

## Geografie
Lützelburg liegt 15 Kilometer nordwestlich von Augsburg, auf einem Ausläufer des Holzwinkels im Naturpark Augsburg – Westliche Wälder. Auf mehreren Geländekuppen des Reuteberg und Mittelanger, Wasserberg/Uhrmacher Berg, Bäckerberg; der großen Rodungsinsel. Unmittelbar östlich des Ortes fällt das Gelände rapide auf eine Höhe von unter 500 m ü. NN zum Tal der Schmutter ab und nordwestlich des Nebental der kleinen Rodungsinsel Muttershofen am Grundbach hin. In dem weitläufigen Waldgebiet im Westen der Gemeindewald Fuggerhölzle, Muttershofer Kopf, Kirchbergwald. Zum Norden hin der Achsheimer Hart im „Schallerwald“ befinden sich zahlreiche Erzabbaustätten und im Süden des Heidkopf Bewaldeter Bergrücken im „Gablinger Hart“ Burgstall Schlossberg (Gablingen) eine alte Sandgrube an der Flanke des Heidkopf (Hungerberg), vor- und frühgeschichtlicher Zeitstellung und einige Quellen.
Durch Lützelburg von Gablingen kommend, verlaufen auch zwei Radwanderwege: „Archäologischer Radweg“ und „Bayrisch-Schwäbisch Barockperlen“
Die Kreisstraße A 5 führt von Bonstetten und mündet in die St 2036. Der Abzweig der Kreisstraße A 5 ist aber auf 2,5 km unterbrochen und nur als Gemeindeverbindungsstraße ca. 4,75 – 5,50 m breit , (erst seit 2012 komplett asphaltiert und ausgebaut) als „Peterhofstraße“ ausgeführt. Führt erst wieder als Kreisstraße A 5 ab der Kreuzung Ziegelei/Pf.-Wiedemann-Str.,Affalterner/Georgenstraße in Lützelburg, über Gablingen nach Gersthofen.

## Geschichte

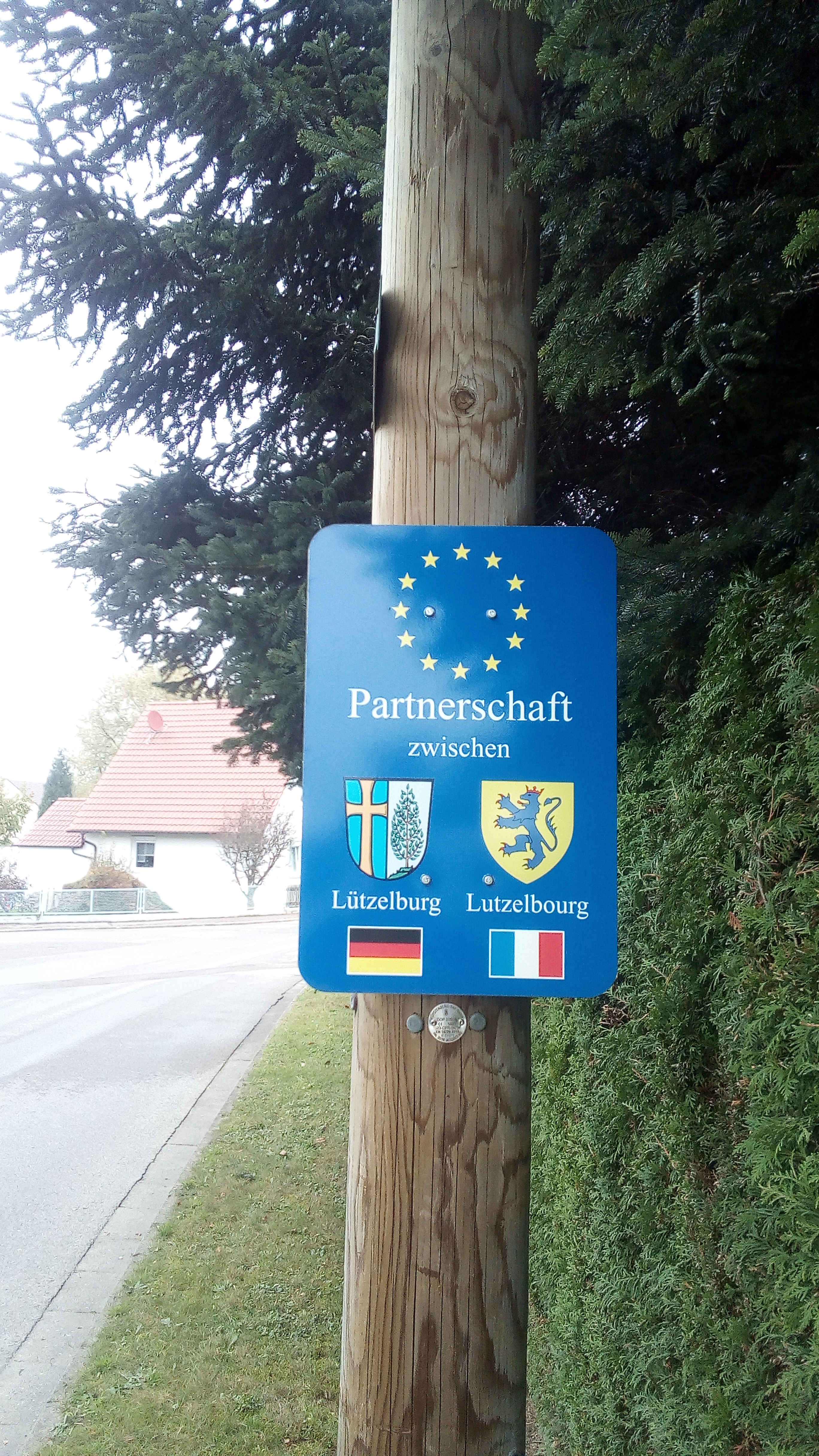
Infoschild der Ortspartnerschaft zwischen Lützelburg und Lutzelbourg (Gemeinde im französischen Lothringen)

Der Ortsteil entstand als Rodungsdorf um 1100. Der Ortsname Lützelburg dürfte in Zusammenhang mit dem ortsadligen Ministerialengeschlecht von Luzelunburg mit vermuteten Sitz auf dem nahegelegenen Burgstall Kirchberg stehen, möglicherweise identisch mit dem aus Lothringen stammenden und später auch in Schwaben, Bayern und Sachsen ansässigen Adelsgeschlecht Lützelburg. Zu deren ursprünglichen Stammsitz Lutzelbourg besteht bis heute eine Ortspartnerschaft. Der Weiler Muttershofen wurde 1150 erwähnt. Das Augustinerkloster St. Nikolas im Holz wurde um diese Zeit dort gegründet, später jedoch aufgegeben und darauf nach Hammel und Ende des 12. Jahrhunderts nach Augsburg verlegt. Aus dem dortigen Spital entstand das Kloster Heilig Kreuz. Im Mittelalter waren die Lehensherren über Lützelburg die Hochstiftsvögte aus dem Hause Schwabegg und später die Grafen von Marstetten-Neuffen. 1447 erlangte das Heilig-Geist-Spital in Augsburg, die Grundherrschaft über den ganzen Ort und Lützelburg wurde Sitz eines Vogtes. Nach dem Burgauer Feuerstattguldenregister von 1492 besaß die Hospitalstiftung dort 21 Feuerstätten.
Mit der Einführung der Reformation im Herrschaftsgebiet des Heilig-Geist-Spitals wurde auch in Lützelburg ein lutherischer Prädikant eingesetzt. Daraus entwickelte sich der Konflikt um Lützelburg, bei dem sich die Markgrafschaft Burgau als Hochgericht und das Heilig-Geist-Spital als Niedergericht um die konfessionelle Zugehörigkeit der Bewohner von Lützelburg stritten. 1578 kam es zu der Einführung eines kirchlichen Simultaneums, die den Untertanen Wahlfreiheit des Bekenntnisses ermöglichte. Dies bestand in Lützelburg bis 1603. 1605 zählte der Ort knapp 400 Einwohner. Die meisten davon gehörten den Berufsstand des Hafners an, die ihre Tonwaren in städtische Märkte, vor allem nach Augsburg exportierten. Im Dreißigjährigen Krieg wurde Lützelburg von den Schweden in Brand gesetzt und dabei auch die Pfarrkirche zerstört. Nach der Säkularisation kam der Ort zum Königreich Bayern.
Lützelburg mit seinem Ortsteil war eine selbstständige Gemeinde und wurde im Zuge der Gebietsreform in Bayern am 1. Mai 1978 in die Nachbargemeinde Gablingen eingemeindet. Zwischen Lützelburg und Lutzelbourg (Gemeinde im französischen Lothringen) gibt es seit 30 Jahren eine Partnerschaft, die in Form regelmäßiger Treffen stattfindet.

## Kultur
Im Jahre 1947 wurde von Anton Greiner, Anton Ziegler, Hubert Jung, Josef Falch, Josef Leibold, Georg Bronner, Adolf Bronner und Johann Wuggazer ein Theaterverein gegründet. Die Anfänge auf der Freilichtbühne waren 1957 noch bescheiden, aber die Begeisterung am Theaterspielen führten zu einer Kontinuität. Unter der Spielleitung von Michael Joas wurde ab 1976 ein gesteigertes Augenmerk auf das schwäbische Mundarttheater gelegt. Die Lützelburger Freilichtbühne wurde weit über die Grenzen des Landkreises bekannt. Sogar ein Wettbewerb der AZ wurde 1981 gewonnen und Ausschnitte wurden übers Fernsehen ausgestrahlt. Im Jahre 1991 wurde die Theaterjugendgruppe gegründet. Seit dieser Zeit wurde fast lückenlos bis heute Theater gespielt. Später wurden im Verein weitere Sparten wie Fußball, Schützen, Fotofreunde, Turnen und Aikido aufgebaut und der Verein in den Theater- und Sportverein umbenannt.

## Sehenswürdigkeiten

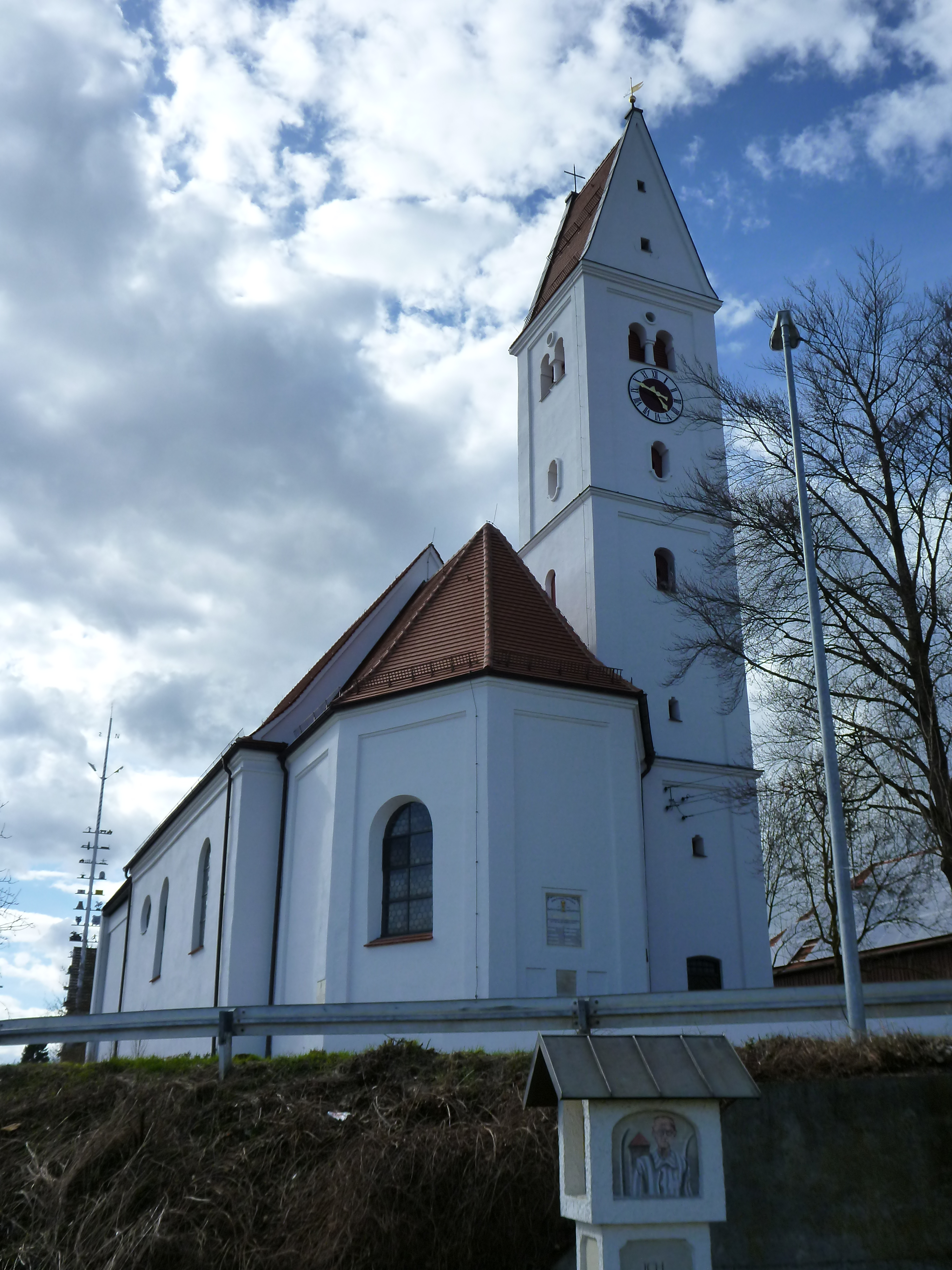
Pfarrkirche St. Georg in Lützelburg

- Die römisch-katholische Pfarrkirche St. Georg in Lützelburg gehört zum Dekanat Augsburg-Land im Bistum Augsburg. Zur Pfarrei gehört auch noch die Ortschaft Muttershofen.
- Die Fatimakapelle wurde Mitte des 19. Jahrhunderts erbaut und befindet sich am Westrand des Ortes.
- Die Marienkapelle wurde 1950 erbaut und befindet sich nordwestlich des Ortes.
- Der Burgstall Kirchberg befindet sich auf einem Ausläufer der gleichnamigen Waldung zwischen den Ortschaften Lützelburg und Heretsried.

## Persönlichkeiten
- Josef Heigl (1953–2013), katholischer Geistlicher, betreute von 1984 bis 1995 als Pfarradministrator die Pfarrei St. Georg in Lützelburg